# 間に合っていますんで
「間に合っていますんで」（まにあっていますんで）は、SPIRAL SPIDERSのデジタル・ダウンロードシングル。2006年12月4日にEMIミュージック・ジャパンよりデジタル・ダウンロード規格のみでの発売。

## 解説
SPIRAL SPIDERSのファーストシングル。TBSテレビ「オビラジR」2006年12月度エンディングテーマに起用された。
また2007年5月9日にリリースされたシングル「産声」に収録された。

## 収録曲
1. 間に合っていますんで
  - 作詞・作曲・編曲：YOSK
  - TBSテレビ「オビラジR」2006年12月度エンディングテーマ